# Padre Burgos (Leyte Meridionale)
Padre Burgos è una municipalità di quinta classe delle Filippine, situata nella provincia di Leyte Meridionale, nella regione di Visayas Orientale.
Padre Burgos è formata da 11 barangay:
- Buenavista
- Bunga
- Cantutang
- Dinahugan
- Laca
- Lungsodaan
- Poblacion
- San Juan
- Santa Sofia
- Santo Rosario
- Tangkaan